# Алатир (річка)
Ала́тир — річка в Росії, в Мордовії, Чувашії і Нижньогородській області, ліва притока Сури. Довжина 296 км, площа басейну 11,2 тисячі км². Протікає по північній окраїні Приволзької височини. Середні витрати біля селища Тургенєво 40 м³/с. Льодостав з листопаду до початку квітня.
В басейні річки 349 озер загальною площею 7,15 км². Сплавна. Міста — Ардатов, Алатир.